# 6-й истребительный авиационный полк Северо-Западного фронта
6-й истребительный авиационный полк — воинское подразделение ВВС РККА в Великой Отечественной войне.

## История
Полк сформирован в Хабаровске 19 июня 1938 года на базе 26-й отдельной истребительной авиационной эскадрильи ВВС Отдельной Краснознамённой Дальневосточной армии (до 1933 года — Морских сил Дальнего Востока). До войны являлся одним из наиболее хорошо подготовленных соединений: в 1939—1940 году занял первое место по подготовке среди ВВС РККА.
В составе действующей армии с 23 июля 1941 по 8 февраля 1942 года.
На 22 июня 1941 года полк в составе 4 эскадрилий, имея на вооружении самолеты И-16, И-15 бис, базировался в деревне Гаровка-2 близ Хабаровска. 8 июля 1941 года начал переброску на запад. 19-20 июля 1941 года полк прибыл в Борисоглебск, имея 64 самолёта. Был переформирован: на базе полка были созданы два полка сохранившие прежний номер (см.также 6-й истребительный авиационный полк Юго-Западного фронта).
Полк, получивший 32 самолёта И-16, убыл под Новгород и с 24 июля до конца августа 1941 года участвовал в напряжённых боях на северо-западном направлении. В первый же день боевых действий лётчиками полка было сбито 5 вражеских самолётов.
На 11 января 1942 года полк имел 6 боеготовых самолётов И-16 и 2 ЛаГГ-3.
Затем полк действует в районе Новгород — Старая Русса — Демянск до 8 февраля 1942 года, когда был выведен на переформирование в 5-ю запасную авиационную бригаду.
За 7 месяцев полк совершил 4420 боевых самолёто-вылетов, провёл 217 боёв, сбил 61 вражеский самолёт в воздухе и 6 уничтожил на земле.
7 марта 1942 года полк преобразован в 18-й гвардейский истребительный авиационный полк.

## Полное наименование
- 6-й истребительный авиационный полк Северо-Западного фронта

## Подчинение
| Дата            | Фронт (округ)           | Армия             | Корпус | Дивизия                                | Примечания                           |
| --------------- | ----------------------- | ----------------- | ------ | -------------------------------------- | ------------------------------------ |
| 22.06.1941 года | Дальневосточный фронт   | 2-я армия         | -      | 31-я смешанная авиационная дивизия (?) | -                                    |
| 01.07.1941 года | Дальневосточный фронт   | 2-я армия         | -      | 31-я смешанная авиационная дивизия (?) | -                                    |
| 10.07.1941 года | -                       | -                 | -      | -                                      | данных не имеется                    |
| 01.08.1941 года | Северо-Западный фронт   | -                 | -      | 57-я смешанная авиационная дивизия     | -                                    |
| 01.09.1941 года | Северо-Западный фронт   | 34-я армия        | -      | 57-я смешанная авиационная дивизия     | -                                    |
| 01.10.1941 года | Северо-Западный фронт   | 34-я армия        | -      | 57-я смешанная авиационная дивизия     | -                                    |
| 01.11.1941 года | Северо-Западный фронт   | -                 | -      | 57-я смешанная авиационная дивизия     | -                                    |
| 01.12.1941 года | Северо-Западный фронт   | -                 | -      | 57-я смешанная авиационная дивизия     | какое-то время входил в состав 6 сад |
| 01.01.1942 года | Северо-Западный фронт   | -                 | -      | 6-я смешанная авиационная дивизия      | -                                    |
| 01.02.1942 года | Калининский фронт       | 3-я ударная армия | -      | 7-я смешанная авиационная дивизия      | -                                    |
| 01.03.1942 года | Сибирский военный округ | -                 | -      | -                                      | -                                    |

## Командиры
- Аристов, Борис Романович — подполковник, родился в 1905 году, в деревне Антипинская(Архангельская область, Шенкурский район). Член ВКП(б) с 1926 года.  В РККА с 12.10. 1927 года. Убит в воздушном бою 26.07.1941[2]. Похоронен в деревне Юдина[3][4].
- Чертов,Сергей Иванович — старший политрук, далее майор,  родился в 1910 году, в городе Ленинграде. Член ВКП(б) с 1936 года. Участвовал в боях с 24.06.1941. После гибели Аристова, старший политрук Чертов принял командование полком. С 27.09.1943 — командир 113 гвИАП 10-й гвИАД[5].  Награждён орденом Ленина(27.11.1941 г)[2], орденом Красного Знамени(30.10.1943)[5], орденом Александра Невского (12.05.1944)[6], орденом Красного Знамени (10.10.1944)[7].
- Моисеев, Виктор Ильич — майор, родился в 1910 году, в селе Рождественское (Ленинградская область, Красногвардейский район). Командовал полком с июля 1941 года. Пропал без вести 17.05.1942 года при выполнении боевого задания [8][9]. Награждён орденом Красного Знамени[10]
- Лукелий, Федор Афанасьевич[11]
- Зотов Матвей Иванович[12]